# Ахметгалиева, Татьяна
Татьяна Ахметгалиева (9 июля 1983, Кемерово, СССР) — российская художница. Работает в области инсталляции, графики, видео. Использует в работах различные техники вышивания. Занимала первое место в рейтинге ТОП 100 молодых художников России в 2017 году. В апреле 2015 года стала лауреатом премии Сергея Курёхина в номинации «Лучшее произведение визуального искусства». Живёт и работает в Санкт-Петербурге и Москве.

## Биография
Татьяна родилась 9 июля 1983 года в Кемерово. В 2002 году закончила Кемеровское областное художественное училище (кафедра дизайна). С 2005 по 2008 год проходила обучение в Петербургском благотворительном фонде культуры и искусства «ПРО АРТЕ», программа «Новые технологии в современном искусстве». С 2005 по 2011 обучалась в СПбГХПА им. А. Л. Штиглица (факультет монументального искусства, кафедра художественного текстиля). В 2010 году завоевывает 1-е место в конкурсе «Новояз», Государственный Эрмитаж (Санкт-Петербург). Финалист Премии Кандинского, проект «Стадия куколки» (2010). Участница 1-й, 2-й Московской международной биеннале современного молодого искусства «Стой! Кто идет?» (2008, 2010). Участник 3-й Московской биеннале современного искусства, Москва (2009).
Сотрудничает с Галереей Марины Гисич, финской галерей Forsblom.

## Характеристика творчества
А. И. Карлова относит Татьяну Ахметгалиеву к плеяде петербургских современных художников-миллениалов, наряду с такими фигурами как Константин Бенькович, Антонина Фатхуллина, Иван Тузов, Леонид Цхэ, Егор Крафт, Иван Плющ, Максим Свищёв и другими. Для художников этого поколения характерны особые взаимоотношения с материалом (т. н. «медиальность») и «переизобретение» языка графики.

## Персональные выставки
- 2017 — «Люби эти пламенные мгновенья».[10] Галерея РИДЖИНА, Москва, Россия;
- 2016  — «Хрупкий остров»[11]. Музейно-выставочное объединение «Манеж», Центральный Манеж, Москва, Россия;
- 2014 — «Аллергия на пыль».[12] Галерея Марины Гисич, Санкт-Петербург;[4][13][14]
- 2014 — «Привет, мир!».[15] Галерея Форсблом, Хельсинки, Финляндия;
- 2013 — Проект «Привет, мир!». Галерея Mimmo Scognamiglio Artecontemporanea, Милан, Италия;
- 2012 — «Игрушки».[16] Галерея «Триумф», Москва;[17]
- 2012 — «Синтетический синдром».[18] ТКАЧИ, Санкт-Петербург;[5][6]
- 2012 — «Моя комната».[19] Галерея Форсблом, Хельсинки, Финляндия;
- 2011 — «Счастливое детство». Музей сновидений Зигмунда Фрейда, Санкт-Петербург;
- 2011 — «Инкубатор».[20] Галерея Форсблом, Хельсинки;
- 2011 — «Шепот». Биеннале в Турку 2011;
- 2011 — «Узоры разума». Музей истории и современного искусства, Финляндия, Турку;
- 2010 — «Клото».[21] Первая уральская индустриальная биеннале современного искусства, Камвольный завод, Екатеринбург;[22][23]
- 2009 — «Стадия куколки».[24] Центр современного искусства «ВИНЗАВОД», площадка молодого искусства «Старт», 3-я Московская биеннале современного искусства, Москва.[8][25]

## Избранные групповые выставки
По данным сайта in-art.ru.
2018
- «Туда и обратно. Современное искусство стран Балтийского региона». Музей современного искусства Киасма, Хельсинки, Финляндия;

2017
- Проект «Корабль-призрак», Выставка «Человек как птица», Специальный проект Пушкинского XXI в рамках Параллельной программы 57-й Венецианской биеннале, Венеция, Италия;
- Yarn Visions. Art and Museum Centre Sinkka, Керава, Финляндия;

2016
- «Дом впечатлений». Классика и современность медиаискусства в рамках летней программы музейного городка ГМИИ им. А.С. Пушкина и MY.COM, Москва, Россия;
- «Борщ и Шампанское. Избранные произведения из коллекции Владимира Овчаренко». ММСИ, Москва, Россия.  2014 — «Другая столица. Современное искусство Санкт-Петербурга сегодня». Музей Москвы, Москва;

2014
- VIENNAFAIR. Стенд галереи Марины Гисич, Вена, Австрия;
- Международная ярмарка современного искусства Cosmoscow. Стенд галереи Марины Гисич, Москва;[27]
- «Стадия куколки». Выставка «Generation Start», параллельная программа «Манифесты—10», первый кадетский корпус, Санкт-Петербург;
- «Кристаллизации. Современное искусство Санкт-Петербурга» музей Вяйно Аалтонена, Турку, Финляндия;

2013 
- Видеопрограмма «Variable landscape», Università Ca' Foscari Venezia, Венеция, Италия;
- Проект «Songs of wild killer whale», выставка «Сны для тех, кто бодрствует», Московский музей современного искусства, Москва;
- «Феминизм: от авангарда до наших дней», Манеж, Москва;[28]

2012 
- Проект «Interaction area», выставка «The meal of Being», галерея актуального искусства RUARTS, Москва;
- Видео «Аппарат усталости» (совм. с Михаэлой Мухиной). Международный фестиваль видео искусства «Сейчас и тогда», Московский МузейСовременного Искусства, Москва;

2011 
- Выставка «Oneiromontage», при участии музея сновидений З. Фрейда. Видео-инсталляция «Счастливое детство», четвёртая московская биеннале современного искусства, Art House Squat Forum, Москва;
- Видео программа «Нулевой километр», Новая Голландия, Санкт-Петербург;
- Выставка «Kesä — Sommar — Summer 2011», работа «Сторонний наблюдатель», Галерея Форсблом, Хельсинки, Финляндия;
- Выставка «ПРАКТИКА для повседневной жизни» — молодых художников из России. Проект «Синтетика», CALVERT 22 Foundation, Лондон;

2010 
- Выставка номинантов премии Кандинского (Шорт-лист) проект «Стадия куколки», ЦДХ, Москва;
- Вторая московская международная биеннале современного молодого искусства «Стой! Кто идет?», выставка «Герои нашего времени», проект: «Инкубатор», Open Gallery, Москва;
- Восьмой международный месяц фотографии в Москве «Фотобиеннале 2010», видеоинсталляция «Счастливое детство», Галерея «На Солянке», Москва;
- Первое место в конкурсе «NEWSPEAK», Государственный Эрмитаж, Санкт-Петербург;

2009 
- Шестой Международный фестиваль «Мода и стиль в фотографии 2009», видео «Прошлое», «Оболочка», «Алхимия». Галерея «На Солянке», Москва;

2008 
- Первая московская международная биеннале современного молодого искусства «Стой! Кто идет?», выставка «Случайная политика», проекты: «Красной нитью» и «Механизмы власти» , ММОМА, Москва;
- Выставка «Память полей». Инсталляция «Поле» (совм. с Вероникой Рудьевой-Рязанцевой), галерея «Глобус», Санкт-Петербург;
- Выставка «Переучет». Малый зал Манежа, Санкт-Петербург.

## Участие в биеннале
По данным сайта in-art.ru.
2017
4-я Уральская биеннале современного искусства, Екатеринбург, Россия
2013
Видеопрограмма «Capital of nowhere», параллельная программа 55-й Биеннале современного искусства, Венеция, Италия
2010
2-я московская международная биеннале современного молодого искусства «Стой! Кто идет?»,Москва, Россия;  
Видеоинсталляция «Счастливое детство»;
8-й международный месяц фотографии в Москве «Фотобиеннале 2010», галерея «На Солянке», Москва, Россия.
2008
Выставка «Остаточные излучения», 1-я московская международная биеннале современного молодого искусства «Стой! Кто идет?», Москва, Россия «Красной нитью» и «Механизмы власти», выставка «Случайная политика», 1-я московская международная биеннале современного молодого искусства «Стой! Кто идет?», Москва, Россия

## Работы в собраниях
- Московский музей современного искусства, Москва.
- Espoo Museum of Modern Art, Эспoo.
- Pori Art Museum, Пори, Финляндия.
- Kiasma Museum, Финляндия.